# Кейп-Корал (Флорида)

Справа — округ Ли на карте штата Флорида, слева — город Кейп-Корал на карте округа Ли.

Кейп-Корал (англ. Cape Coral) — плановый город в округе Ли, штат Флорида, США. Крупнейший город не только округа Ли, но и вообще от Тампы до Майами. Кейп-Корал известен под прозвищем Waterfront Wonderland, так как имеет на своей территории более 640 километров судоходных каналов — больше, чем любой другой город в мире.

## География и климат
Кейп-Корал расположен в западной части округа на берегу бухты Шарлотт, которая сама в свою очередь является частью Мексиканского залива. Площадь города составляет 310,8 км², из которых 25,7 км² (8,3 %) занимают открытые водные пространства. С юга и востока Кейп-Корал омывается рекой Калусахатчи. С востока (через реку) город граничит с городом Форт-Майерс, с запада (через узкий океанский пролив) — со статистически обособленной местностью Матлака.
Местность, в которой находится Кейп-Корал, характеризуется тропическим климатом с сухой зимой и дождливым летом. 355 дней в году светит солнце, хотя бы часть светового дня, а 145 дней в году выпадают осадки: в среднем за год их бывает 1423 мм. Самый дождливый месяц — август (258 мм), самый сухой — декабрь (43 мм), месяцы с наибольшим количеством дождливых дней — июль и август (по 22 дня), с наименьшим — апрель (6 дней). Кейп-Корал подвержен ежегодному сезону ураганов, который официально объявляется с 1 июня по ноябрь. Максимальная температура воздуха, зарегистрированная в городе, составляет 39°С, минимальная — -4°С.

## История
Кейп-Корал был основан в 1957 году. Застройщики Леонард и Джек Розены приобрели здесь участок земли площадью ок. 267 км² за 678 тысяч долларов (ок. 5,712 млн долл. в ценах 2015 года), тогда это была пустошь с вкраплениями скотоводческих ферм и полей гладиолусов.  В 1958 году началась планомерная, чётко организованная застройка будущего города: рытьё каналов, асфальтирование улиц, постройка зданий. Первым зданием нового города стала штаб-квартира Розенов, а первым постоянным жителем — Кенни Шварц, старший администратор братьев Розен. К рекламе домов в новом поселении привлекли знаменитостей (Боб Хоуп, Анита Брайант, Хью Даунс), занималась этим компания Gulf American Corporation, которая на своих пяти самолётах Cessna 172 за первый год показала вид на местность с воздуха примерно 108 тысячам потенциальных покупателей недвижимости.
В 1960-х годах застройка активно продолжилась: в 1960 году здесь проживали менее 300 человек, а в 1963 году население городка уже оценивалось в 2850 человек, было построено или находились в процессе строительства около 1300 зданий, было проложено почти 130 километров дорог и почти 260 километров каналов выкопано; уже действовали яхт-клуб, гольф-поле, медицинская клиника и торговый центр. В марте 1964 года был открыт одноимённый мост через реку Калусахатчи, который связал Кейп-Корал с Форт-Майерсом: теперь путь из одного населённого пункта в другой стал короче в 32 раза.
В августе 1970 года поселение было инкорпорировано со статусом «город» (city), его население продолжило активно расти. В конце 1970-х годов в городе открылась первая старшая школа англ. Cape Coral High School, и по состоянию на 2009 год в Кейп-Корале работают 8 начальных, 6 школ среднего звена и 5 старших школ.
По оценкам середины 1990-х годов около 20 % населения Кейп-Корала составляли сезонные рабочие.
В 1997 году Кейп-Корал и Форт-Майерс связал ещё один мост длиной более двух километров.

## Транспорт
Через северо-восточную часть города проходит автомагистраль US 41, ещё немного дальше на северо-восток проходит шоссе I-75. В городе функционируют шесть автобусных маршрутов (работают ежедневно, кроме воскресенья, с 5-00 до 21-45), перевозки осуществляет компания LeeTran. Город обслуживают аэропорты Международный аэропорт Юго-Западной Флориды (в 23 километрах к юго-востоку от центра Кейп-Корал), Пейдж-Филд (в 13 километрах к востоку) и Пунта-Горда (в 16 километрах к северу).

## В кинематографе
Кейп-Корал был местом съёмок нескольких фильмов и сериалов. Наиболее известные из них:
- 1963 — два эпизода сериала «Шоссе 66»[англ.].
- 1966 — малобюджетный фильм «Толстый шпион»[англ.], в 2004 году он вошёл в список «50 худших фильмов всех времён».

## Демография
На всём протяжении своего существования население города неуклонно росло огромными темпами. Рубеж в 100 000 человек был преодолён в конце 1990-х годов.
2010
По переписи 2010 года в Кейп-Корал проживали 154 305 человек: 48,8 % мужского пола и 51,2 % женского; это был 11-й город Флориды по количеству жителей. Расовый состав: белые — 88,16 %, негры и афроамериканцы — 4,27 %, коренные американцы — 0,31 %, азиаты — 1,52 %, уроженцы тихоокеанских островов — 0,05 %, прочие расы — 3,35 %, смешанные расы — 2,35 %, латиноамериканцы (любой расы) — 19,45 %.
Более 60 % населения города были в возрасте от 15 до 64 лет, а количество жителей младше 25 лет превышало количество жителей старше 65 лет.
В Кейп-Корал было 78 948 домохозяйств. Средний размер семьи был 2,92 человек. 24,8 % населения города были моложе 20 лет, 21,5 % были в возрасте от 20 до 39 лет, 29,4 % — от 40 до 59 лет и 23,9% в возрасте 60 лет и старше. Средний возраст горожанина составил 42 года.
11,9 % населения жили за чертой бедности.
2012
Средний доход домохозяйства составил 48 619 долларов в год, при среднем по штату 45 040 долларов, доход на душу населения — 22 657 долларов в год.
2013
По оценкам 2013 года в Кейп-Корал проживали 165 831 человек: 49,4 % мужского пола и 50,6 % женского. Средний возраст горожанина составил 41,9 лет, при среднем по штату 41 год. О происхождении своих предков горожане сообщили следующее: немцы — 15,4 %, ирландцы — 12,4 %, англичане — 7,5 %, итальянцы — 7,1 %, поляки — 3,8 %. Опрос жителей старше 15 лет показал, что 22,7 % жителей Кейп-Корал не состоят в браке и никогда в нём не были, 53,4 % состоят в браке и живут вместе, 2,3 % состоят в браке, но живут раздельно, 6,3 % вдовствуют и 15,2 % находятся в разводе. 14,1 % жителей города были рождены вне США, при среднем по штату 19,4 %.
2014
По состоянию на июнь 2014 года безработица в городе составила 5,9 % при среднем по штату 6,3 %.

## Прочие факты
- В парках города в большом количестве селятся кроличьи сычи — это самая крупная популяция этих птиц во всей Флориде, поэтому он изображён на главной странице официального сайта города.
- В городе обнаружены три инвазивных, то есть привнесённых извне, чужеродных, ненужных или даже опасных для человека, вида животных: обыкновенная игуана, чёрная игуана (обнаружена в 2009 году) и сверххищник нильский варан — скорее всего это потомки бывших домашних питомцев, приспособившиеся к дикой жизни в чужом для себя месте[7].
- С 1985 года в городе широко отмечается Октоберфест, ежегодно на фестиваль собирается около 30 000 человек[14].
- Ежегодно в городе проводится Фестиваль искусств[15].
- Согласно переписи 2000 года, в Кейп-Корал в качестве домашнего языка общения использовали английский — 87,18 % жителей, испанский — 7,62 %, немецкий — 1,71 %, итальянский — 1,21 %[16].

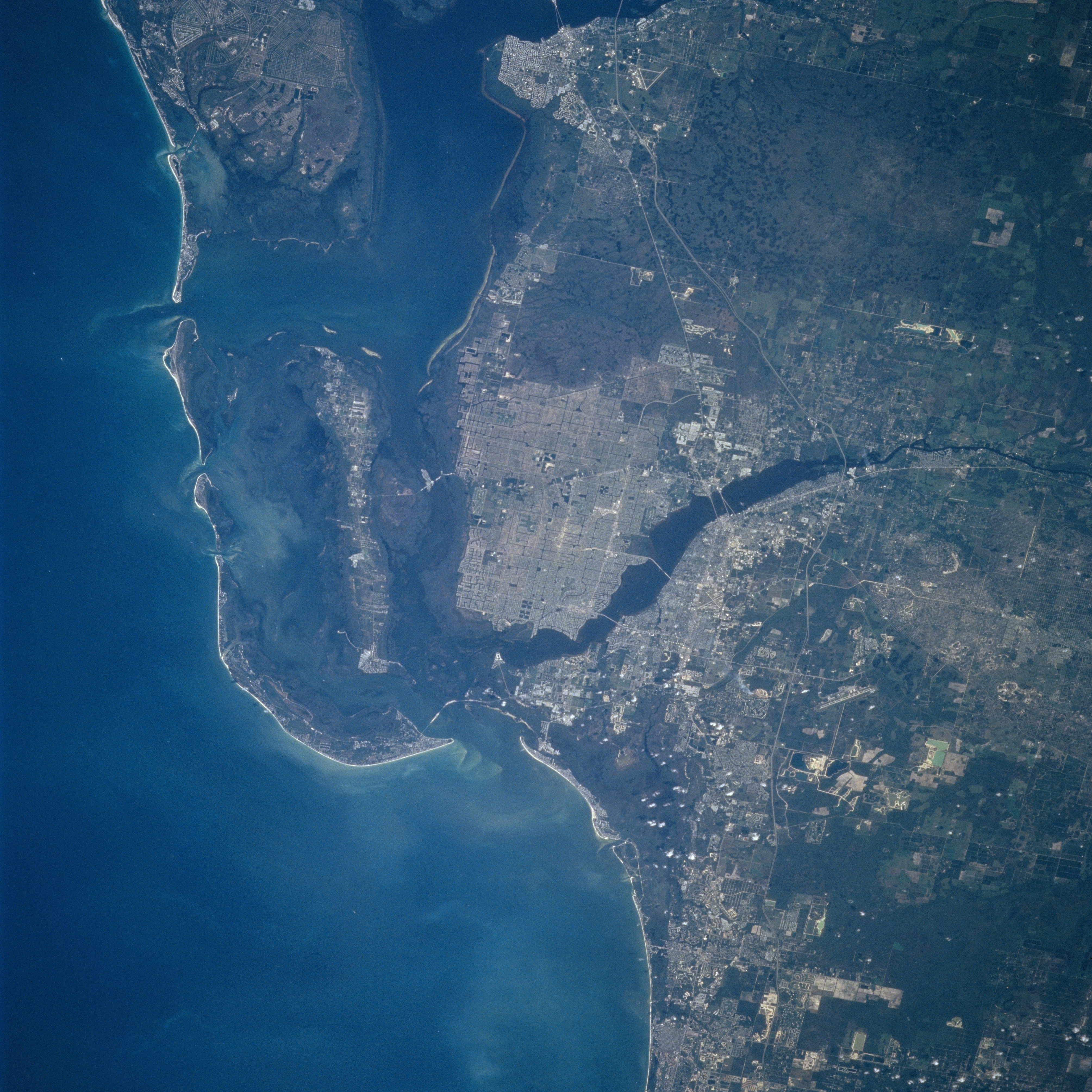
Вид на Кейп-Корал (белое, крупное, сверху от реки) и Форт-Майерс (белое, небольшое, снизу от реки) со спутника, 1997 год.
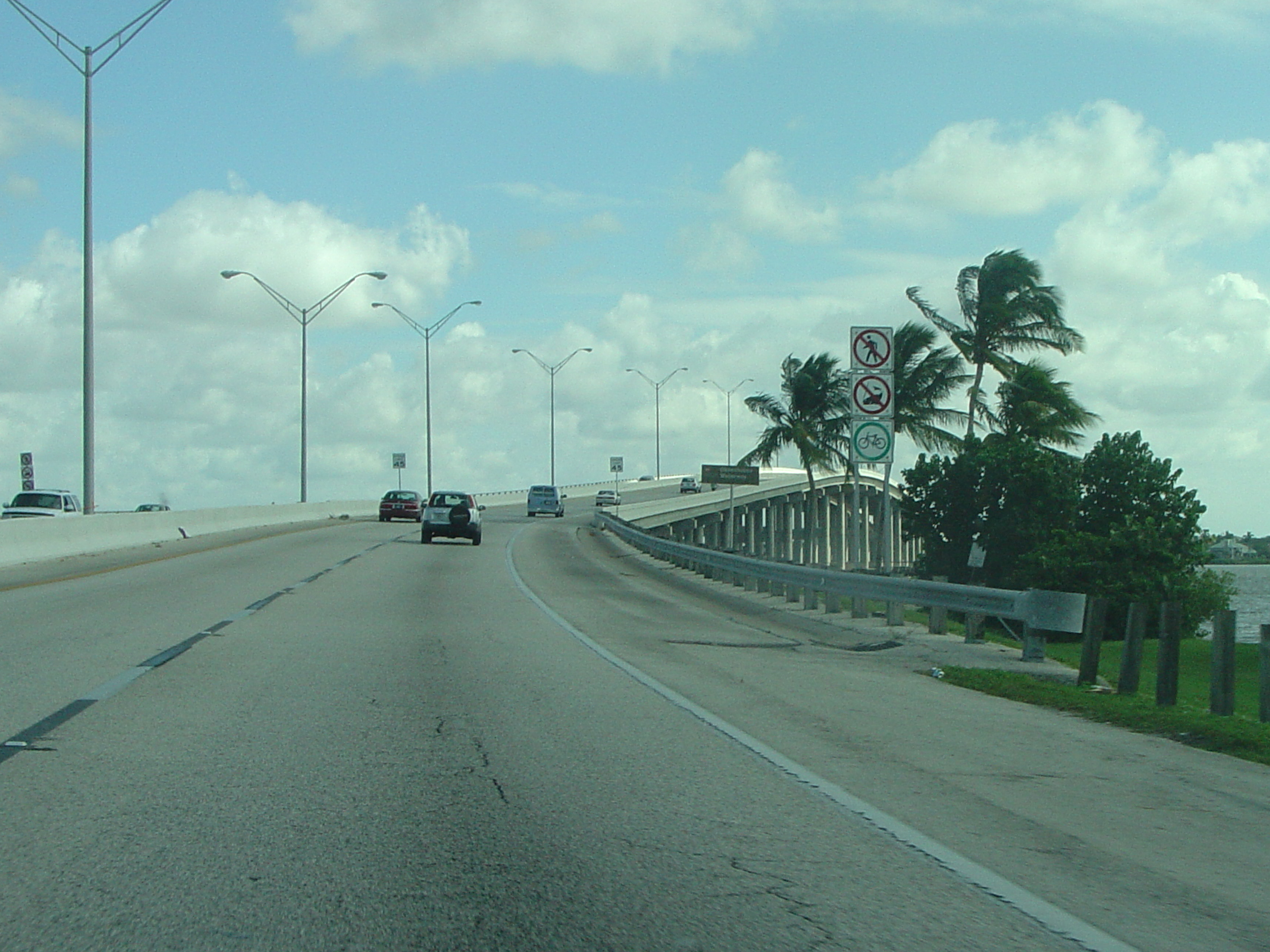
Мост Кейп-Корал[англ.] через реку Калусахатчи, вид со стороны города Кейп-Корал, 2007 год.
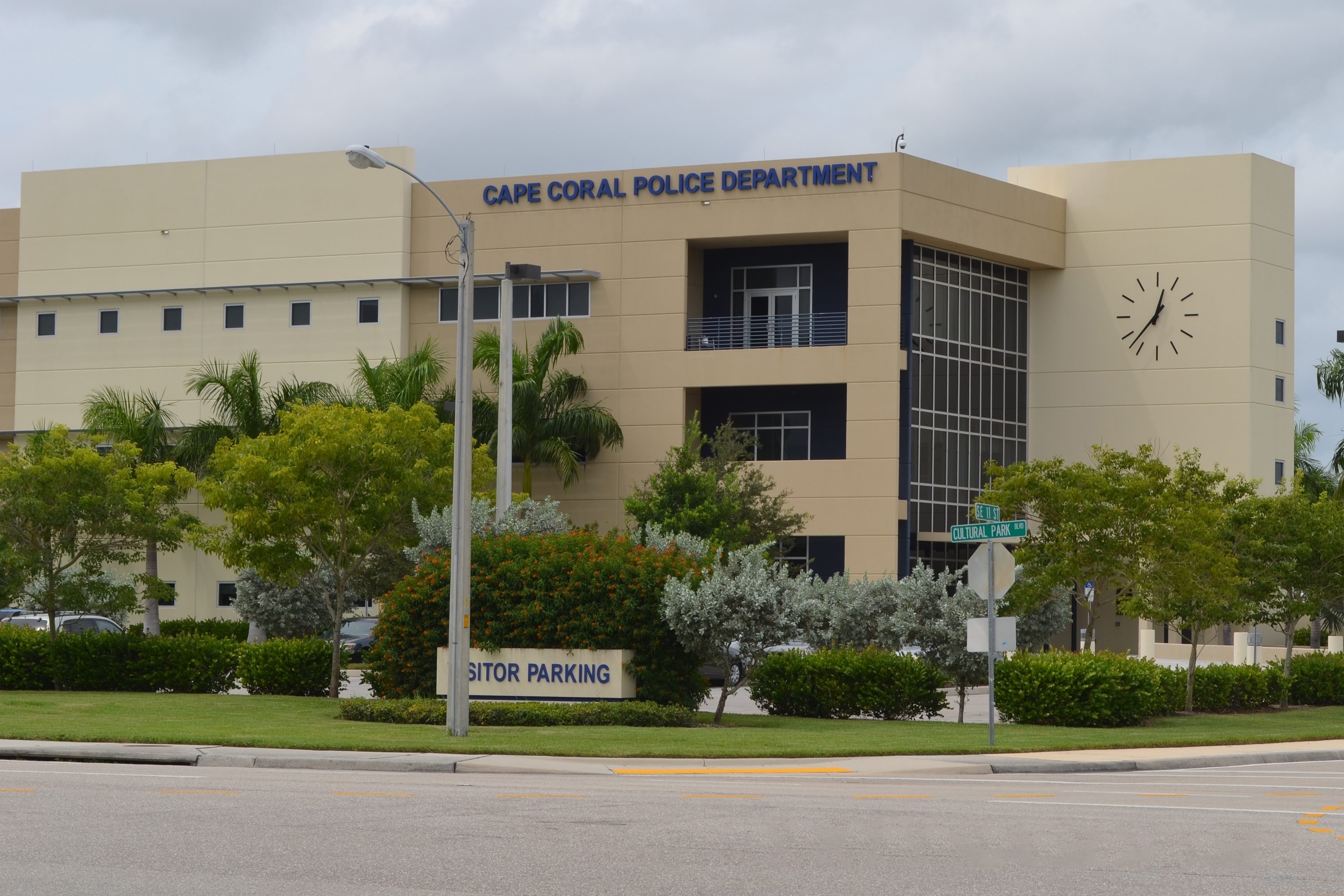
Полицейское отделение города, 2012 год.
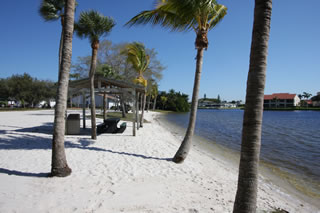
Пляж в южной части города, парк «Четыре Свободы», 2012 год.